# トラップ (コンピュータ)
コンピューティングとオペレーティングシステムにおいて、トラップ（例外あるいはフォールトとしても知られる）は、一般的に

例外的な状況によって引き起こされる同期割り込みの一種である（例えば、ブレークポイント、ゼロ除算、無効なメモリアクセス）。
通常、トラップの発生は、カーネルモードへ切り替わるという結果になる。切り替わる箇所は、元のプロセスに制御を戻す前にオペレーティングシステムがいくつかの行動を実行するところである。
カーネルプロセス内のトラップは、ユーザープロセス内のトラップよりもさらに深刻である。いくつかのシステムにおいて、致命的である。
いくつかの用途において、トラップという用語は、プロファイラあるいはデバッガへのコンテキストスイッチの開始を意図する割り込みを特別に指している。

元の用途から派生して、トラップは、いくつかの分野において通常の制御構造を横取りする仕組みを意味することがたまにある。

SNMPにおいて、トラップは、管理されたサブシステムに関する警報あるいは他の非同期イベントを報告するために使われるPDUの一種である。